# Поховання живцем

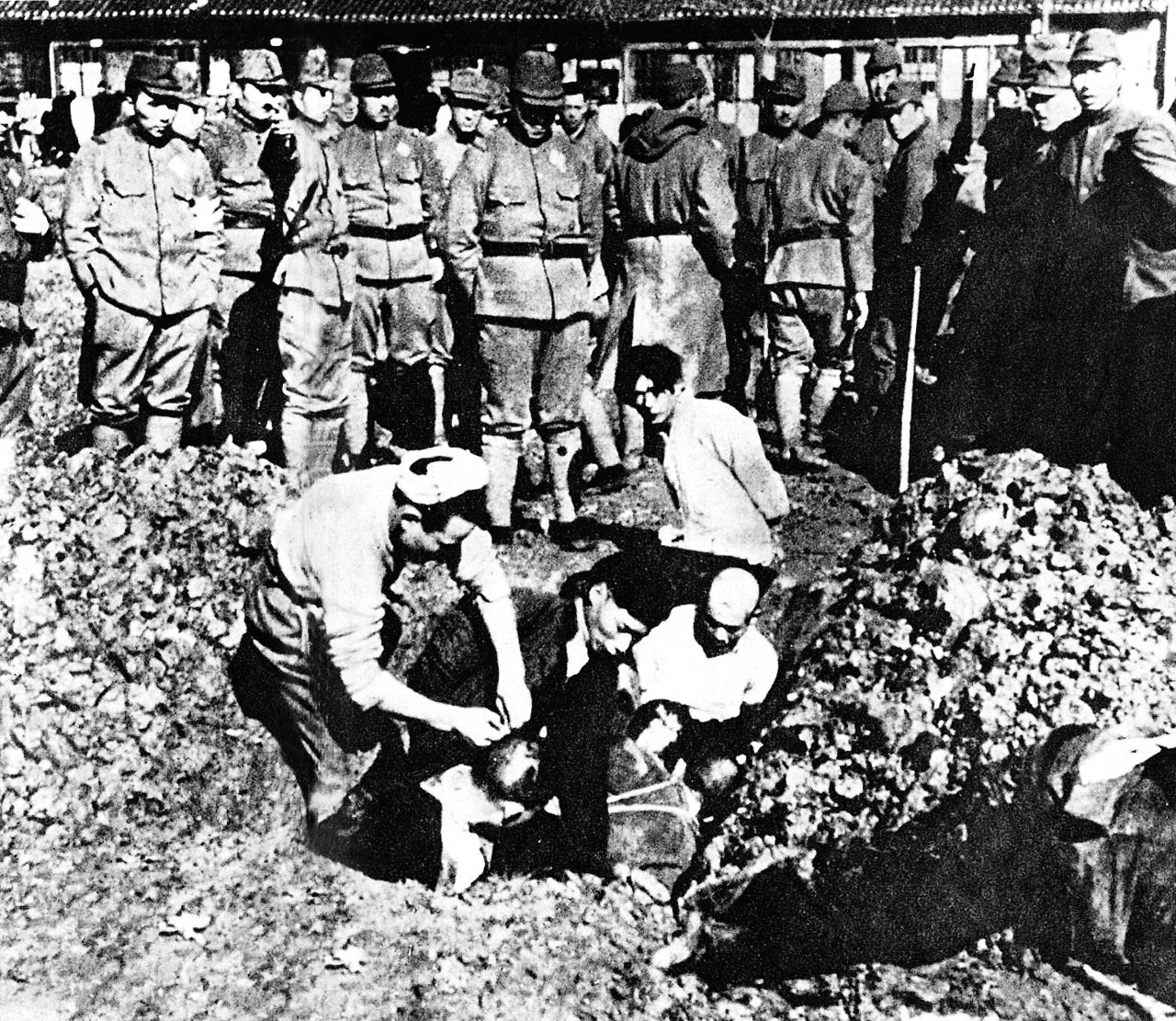
Японські солдати закопують живцем китайців в Нанкіні (1937 або 1938)

Поховання заживо — спосіб страти, вбивства або катування, а також можливий результат нещасного випадку (наприклад, при обваленні будинків, аваріях у шахтах тощо) або помилки (похорон живої людини, яку помилково вважають мертвою — наприклад, що знаходиться в комі або в стані летаргічного сну), при якій жива людина виявляється похованою під шаром землі. Страх бути похованим заживо помилково (тафофобія) є однією з поширених людських фобій.

## Поховання заживо як спосіб страти
Як спосіб страти відомо у Стародавньому Римі. Наприклад, весталку, що порушувала обітницю невинності, ховали живою із запасом їжі та води на один день (що не мало особливого сенсу, адже смерть зазвичай наставала від задухи протягом кількох годин). Шляхом поховання живцем стратили багато християнських мучеників. У 945 році княгиня Ольга наказала закопати живцем древлянських послів разом із їхнім човном. У середньовічній Італії заживо ховали вбивць, що не розкаялися. У Запорізькій Січі вбивцю ховали заживо в одній труні з його жертвою.
Варіант кари — закопування людини в землю по шию, прирікає на повільну смерть від голоду та спраги. У Росії в XVII — початку XVIII століття заживо закопували в землю по шию жінок, які вбили своїх чоловіків.
За відомостями харківського музею Голокосту, подібний вид страти використовували нацисти стосовно населення СРСР під час Німецько-радянської війни 1941—1945 років.[джерело?]

## Історія

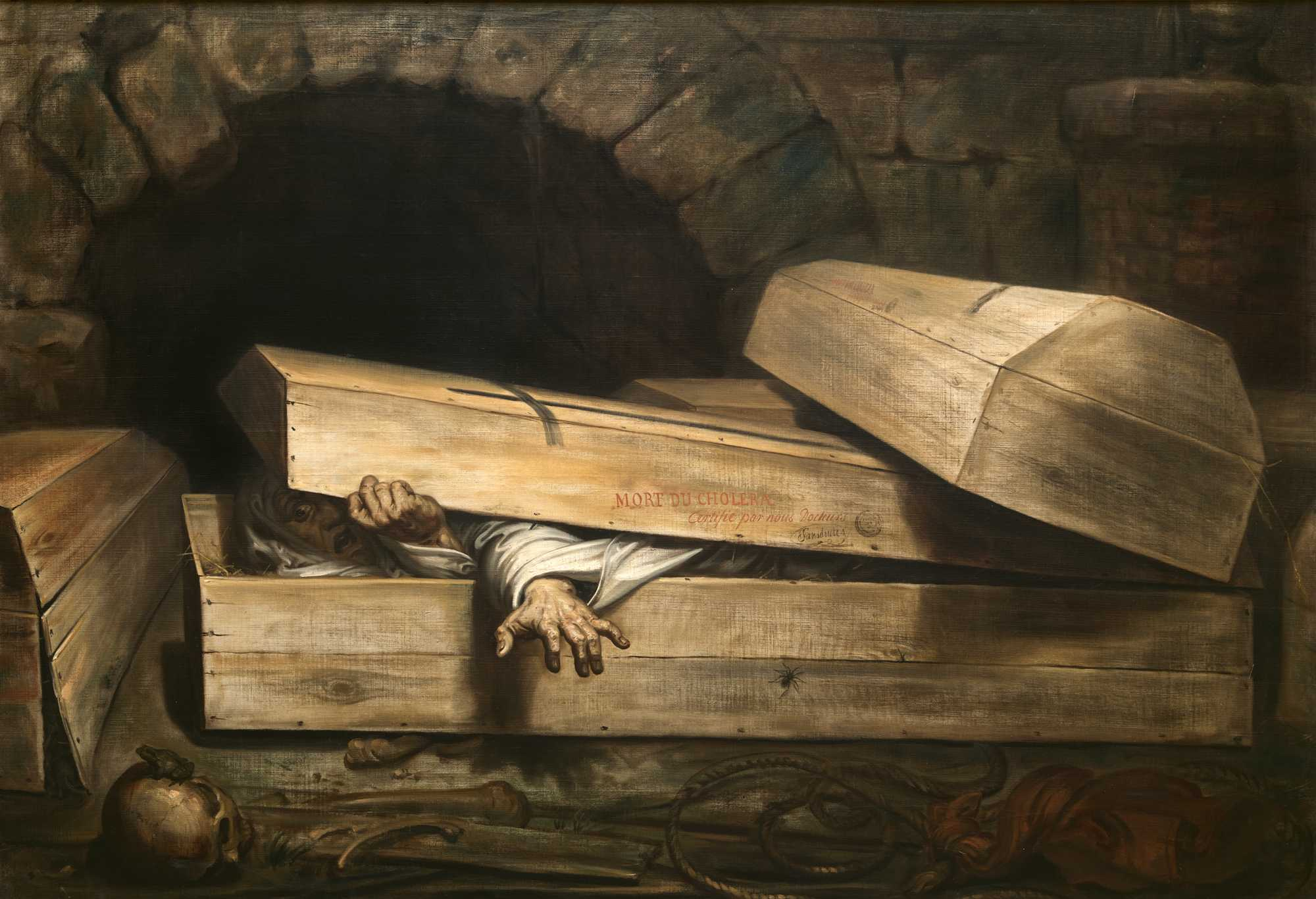
Передчасне поховання, 1854,

Випадкове поховання непритомної людини або в летаргічному сні зустрічалося досить рідко і не завжди справа доходила до самого поховання. Приміром, в 1344 році італійський поет Франческо Петрарка впав у летаргію, був визнаний мертвим і пролежав як такий 20 годин (причому, відповідно до італійських законів того часу, померлого належало поховати протягом доби після його смерті), після чого отямився, шокувавши цим присутніх. Після цього випадку Петрарка прожив майже 30 років, до 1374.
Ще в 1772 році герцог Мекленбургский запровадив обов'язкове відтермінування похорону до третього дня після смерті для запобігання можливого поховання живцем. Незабаром ця міра була прийнята в ряді країн Європи і її схвалив, наприклад, філософ Мозес Мендельсон. У XIX столітті страх бути похованим заживо став досить поширеною фобією (отримавши назву тафофобія — від грец. Τάφος — могила і φόβος — страх). Такий стан речей призвів до того, що, починаючи з другої половини XIX століття і аж до 1934 року, в країнах Європи і Північної Америки патентувалися і вироблялися спеціальні «безпечні труни», обладнані засобами порятунку для похованих заживо. Ці засоби дозволили б помилково похованій людині подати сигнал іншим людям або ж самостійно вибратися з могили. Крім того, подібними пристроями були обладнані деякі склепи. Проте свідчення, що дані засоби порятунку дійсно комусь допомогли, відсутні.
Страх бути похованими заживо відчували й відомі особистості. Наприклад, Микола Гоголь і Марина Цвєтаєва боялися бути похованими живцем і спеціально це підкреслили — Гоголь в «Вибраних місцях з листування з друзями», Цвєтаєва — в передсмертній записці перед самогубством (поширена легенда про те, що Гоголь дійсно був похований живим — начебто при ексгумації його тіло було виявлено лежачим ниць труні є неспроможна). Найвідомішою жертвою страху поховання живцем був Альфред Нобель, у якого цей страх був «спадковим» — його батько, винахідник Еммануїл Нобель, також боявся бути похованим заживо і навіть винайшов одну із перших «безпечних трун». Британський письменник Вілкі Коллінз також страждав даної фобією, причому в настільки сильній формі, що щоночі залишав «передсмертну записку», в якій просив того, хто її прочитає, достеменно упевнитися в його смерті, якщо він не прокинеться. З цієї ж причини філософ Артур Шопенгауер заповідав чекати зі своїми похоронами п'ять днів після смерті, в результаті чого похорону філософа заважав запах розкладання тіла.
Свого роду легендою стала мешканка Манчестера Ганна Безвік (англ. Hannah Beswick of Birchin Bower; 1688—1758), багата англійка, що зазнавала патологічний страх помилкового поховання живцем (причому у неї були для цього підстави: її брата помилково ледве не поховали заживо). Відповідно до заповіту тіло Ганни Безвік після її смерті у лютому 1758 року було забальзамоване і понад сто років зберігалося без поховання «для періодичної перевірки на наявність ознак життя». За час свого існування тіло Ганни Безвік набуло широкої популярності під назвою «манчестерська мумія», яка кілька десятиліть була експонатом Манчестерського музею природничої історії (англ. Museum of the Manchester Natural History Society). Лише в 1868 році, після визнання Ганни Безвік «безповоротно і без сумніву мертвої», її тіло було нарешті поховане.

## Сучасність
Вважається, що при сучасному рівні медицини в розвинених державах помилкове поховання живцем виключене повністю. Однак неодноразові випадки неправильного встановлення смерті — як правило, внаслідок безграмотності обивателів або помилки лікарів — зафіксовані і в наш час.
- У 2003 році 79-річний італійський пенсіонер Роберто де Сімоне був визнаний лікарями померлим і доставлений родичам для поховання. Коли вже все було готово до траурної церемонії і повинні були закрити труну, Симоне відкрив очі і попросив води.
- 15 серпня 2003 року 73-річний в'єтнамець Нгуєн Ван Кван сім годин пролежав у холодильнику моргу, після чого було виявлено, що він живий.
- У 2007 році лікарі дублінською клініки Mater Hospital помилково визнали мертвим 30-річного пацієнта і відправили його в морг. Помилку в діагнозі виявили службовці моргу, які прибули, щоб забрати труп.
- У листопаді 2007 року жителя американського міста Фредерік (штат Техас, США) 21-річного Зака Данлепа оголосили мертвим в лікарні міста Вічита Фоллз, куди він був доставлений після автомобільної аварії. Родичі вже дали згоду на використання органів молодої людини для трансплантації, однак під час церемонії прощання він несподівано поворушив ногою і долонею.
- 19 серпня 2008 року в Ізраїлі лікарі Нагарійської лікарні помилково визнали мертвою недоношену дівчинку і помістили її в холодильну камеру. Через кілька годин, коли тільце дівчинки витягли для поховання, вона поворухнулася. Врятувати дівчинку не вдалося.
- У січні 2010 року 76-річний Йозеф Гузь з Катовиць, Польща, мало не опинився похованим заживо. Лікар офіційно констатував смерть. Але перед закриттям кришки труни похоронний агент випадково доторкнувся до шиї «покійного» і виявив биття пульсу.
- 18 лютого 2010 року в колумбійському місті Калі «мертва» 45-річна жінка раптом почала дихати і рухатися, коли співробітники похоронного бюро готували її до поховання.
- 23 грудня 2011 року в одному з моргів м. Сімферополя стався курйозний випадок: помилково привезений в морг чоловік отямився під час репетиції групи, яка грала музику в стилі гевіметал. Група репетирувала в морзі за домовленістю з керівництвом. За твердженням музикантів, у цьому закладі була відповідна атмосфера і шум не заподіював нікому занепокоєння.
- 4 лютого 2013 року 57-річний житель Псковської області Росії був помилково визнаний померлим і поміщений в холодильну камеру моргу, де помер від холоду.
- 25 вересня 2014 року в грецькому містечку Перея була помилково визнана померлою 45-річна жінка. Через деякий час після її похорону очевидці почули крики про допомогу з могили. Коли могилу розкопали і труну розкрили, то було вже занадто пізно, адже жінка вже задихнулася.[1]
- У серпні 2015 року в Гондурасі вагітна 16-річна Нейсі Перес (Neysi Perez) була помилково визнана мертвою і похована. Однак після того, як труну був закопаний, її чоловік Руді Гонсалес (Rudy Gonzales) почув крики про допомогу з труни. Труну терміново викопали, проте врятувати жінку не вдалося, оскільки вона задихнулася.[2]